# Osykuwate (hromada Kateryniwka)
Osykuwate (ukr. Осикувате) – wieś na Ukrainie, w obwodzie kirowohradzkim, w rejonie kropywnyckim, w hromadzie Kateryniwka. W 2001 liczyła 194 mieszkańców.